# Kamerun
Kamerun afrikai ország a Guineai-öbölben. Északnyugatról Nigéria, északkeletről Csád, keletről a Közép-afrikai Köztársaság, délről Kongó, Gabon és Egyenlítői-Guinea határolja.
A kameruniak nagy része önellátóként él. Az országot időnként „Mini Afrikának” is nevezik földrajzi, nyelvi és kulturális sokszínűsége miatt. Található itt félsivatag, szavanna, őserdő, magas hegyek és tengerpartok. Legmagasabb pontja, a közel 4100 méter magas Kamerun-hegy.
Az anglofón régióban 2017-ben polgárháború tört ki.

## Nevének eredete
Kamerun neve a portugál nyelvből származik, a camarão, vagyis garnéla szóból. A portugál felfedezők az egyik fő folyamot, a Vouri-folyót egykor Garnéla-folyónak (Rio dos Camarões) hívták.

## Földrajz

### Domborzat

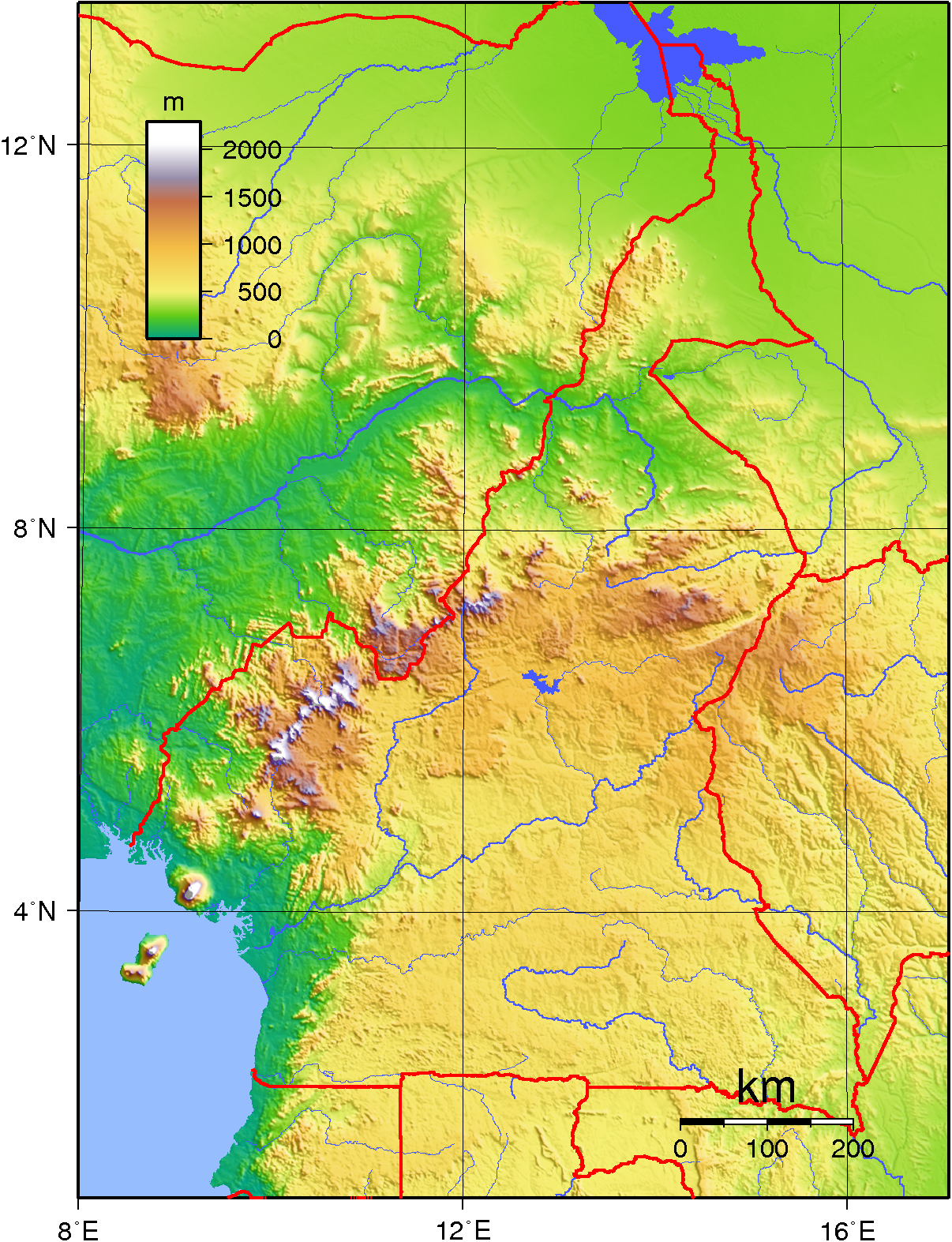
Kamerun domborzati térképe

Az ország a Guineai-öböl belső területén helyezkedik el, viszonylag kis szakaszon érintkezik a tengerrel. Déli részén a Kamerun-fennsík helyezkedik el, amely a Kongó-medencét körkörösen körülvevő küszöbrendszerhez tartozik. Az ország északi területein terül el az Adamawa-fennsík. A Kamerun-hegység vulkáni övezete már a szomszédos nagytáj, Felső-Guineához tartozik, és a Csád-tó medencéje is inkább a szudáni tájakkal mutat rokonságot. Az ország észak-déli kiterjedése meglehetősen nagy, ennek köszönhetően a növénytakaró is széles skálán változik. Megtalálható itt az esőerdő és a szavanna jellegzetes növényzete is. Legmagasabb pont: Kamerun-hegy, 4095 m.
Kamerun feltérképezésében Kalmár Jenő magyar kutató is részt vett.

### Vízrajz
Kamerun területe négy fő vízgyűjtő terület között oszlik meg. Délen a fő folyók: Ntem, Nyong, Sanaga, Wouri. Ezek délre folynak vagy nyugatra, közvetlenül a Guineai-öbölbe. A Dja és a Kadéï dél felé a Kongóba folynak. Észak-Kamerunban a Bénoué észak felé folyik, aztán nyugatra fordulva a Nigerbe ömlik. A Logone észak felé a Csád-tóba ömlik. A Csád-tavon Kamerun három másik szomszédos országgal osztozik.

### Éghajlat

Az éghajlati térképe Köppen osztályozásán (angol nyelvű)

Az éghajlat mindenütt trópusi, de a csapadékmennyiség délről, a partvidékről észak felé haladva egyre kevesebb. Míg délen a száraz évszak nagyon rövid, addig északon az esős évszak rövid.

### Élővilág, természetvédelem
A parti síkságot és az azzal határos domb- és hegyvidékeket trópusi esőerdő fedi, amely az ország területének 75%-ára kiterjed. A Kamerun-hegység vulkanikus talajai nagyon termékenyek, itt jelentős földművelés folyik. Ahogy a csapadék fogy, az erdők egyre szárazabbak és az északi síkságot már magas füvű szavanna fedi, tüskés bozótokkal tarkítva.[forrás?]

#### Nemzeti parkjai
A kameruni kormány 1986-ban létesítette Kamerun első nemzeti parkját: Korup Nemzeti Park. Ez trópusi esőerdő, igen sokféle fával. A Waza Nemzeti Park szavannával fedett vidéken fekszik, egyebek közt a közönséges mocsáriantilop (Kobus kob) élőhelye.
Továbbiak:
- Benoué Nemzeti Park,

- Faro Nemzeti Park.

#### Természeti világörökségei
Dzsa (Dja) Állatrezervátum: nehezen megközelíthető helyen érintetlen esőerdő, ritka emlős fajokkal.

## Történelem

### A gyarmatosítás előtt
A mai Kamerun területe az újkőkorszakban népesült be. A legrégebbi folyamatos lakók pigmeus csoportok. A Szao kultúra a Csád-tó körül alakult ki 500 körül, ennek az utódja Kanem, majd a Bornu állam. Nyugaton törzsi királyságok alakultak ki.[forrás?]
Portugál tengerészek az itteni partot 1472-ben érték el. Feltűnt nekik a Wouri-folyóban élő sokféle rák, és elnevezték Rákfolyónak, portugálul Rio dos Camarões. Ebből ered a Kamerun név. A következő néhány évszázadban az európaiak rendszeresen kereskedtek a parti népekkel, és keresztény misszionáriusok hatoltak be a belső területekre. A 19. század elején Modibo Alana, fulani népből eredő katona dzsihádot hirdetett az északkeleti vidék nem muszlim – és részben muszlim – lakossága ellen, és létrehozta az Adamawa Emirátust. A fulanik elől menekültek a népek, de maguk is telepítettek, és nagy mértékben átrendeződött a lakosság.[forrás?]

### Gyarmati kor
Gustav Nachtigal, a Német Császárság megbízottja 1884-ben alapította Kamerun gyarmatot. A németek benyomultak a belső területekre. A gyarmat infrastruktúrájának kiépítése során a kényszermunka nagyon durva rendszerét vezették be. Miután Németország vereséget szenvedett az első világháborúban, Kamerun népszövetségi mandátumterület lett és 1919-ben megosztották Franciaország és Nagy-Britannia között. A franciák teljesen integrálták Kamerun gazdaságát gyarmati rendszerükbe, kiépítették infrastruktúráját tőkeberuházásokkal, képzett munkások odatelepítésével, és folytatták a kényszermunka rendszerét. A britek részüket a szomszédos Nigériából kormányozták. A bennszülöttek vádja szerint ez a terület gyarmat gyarmata volt. Nigériából bevándorolt munkások érkeztek, véget vetve a kényszermunka rendszerének, de kiváltva a helyi bennszülött lakosság ellenszenvét. 1946-ban a népszövetségi mandátumterületeket ENSZ gyámsággá alakították, és a függetlenség kérdését elkezdték tárgyalni Francia-Kamerun sajtójában. A franciák betiltották a legradikálisabb politikai pártot, a Kameruni Népi Szövetséget (UPC) 1955. július 13-án. Ekkor hosszú gerillaháború kezdődött és meggyilkolták a párt vezetőjét, Ruben Um Nyobét. Brit Kamerunban az volt a kérdés, hogy Francia-Kamerunnal vagy Nigériával egyesüljenek.[forrás?]

### Függetlenség
1960. január 1-jén Francia Kamerun elnyerte függetlenségét Ahmadou Ahidjo elnöksége alatt, és 1961. október 1-jén a korábbi Brit Kamerun déli részével egyesülve Kameruni Szövetségi Köztársaság lett a neve. Ahidjo folytatta a háborút a Kameruni Népi Szövetség (UPC) ellen és az etnikai konfliktusoktól való féltében a hatalmat saját kezében koncentrálta. Ez a politika az UPC 1971-ben bekövetkezett leverése után is folytatódott. Pártja, a Kameruni Nemzeti Unió (CNU) volt az egyedüli legális párt 1966. szeptember 1-jétől 1972-ig. A szövetségi rendszert megszüntette, létrehozta az Egyesült Kameruni Köztársaságot, Yaoundé fővárossal. Gazdaságpolitikája a tervezett piacgazdaság volt, prioritása az árutermelő mezőgazdaság és a kőolajtermelés. Az olajbevételekből a kormányzat pénzügyi tartalékát növelte, támogatta a mezőgazdaságot és nagy beruházásokat finanszírozott; de számos kezdeményezés kudarcba fulladt, mert Ahidjo alkalmatlan embereket nevezett ki irányításukra.[forrás?]
Ahidjo 1982. november 4-én lemondott, utóda az alkotmány szerint Paul Biya lett. Ahidjo továbbra is vezette a kormánypártot és a színfalak mögül vezette az országot, míg végül Biya és szövetségesei kikényszerítették visszavonulását. Biya kezdetben valamivel demokratikusabban próbált kormányozni, mint elődje, de egy sikertelen puccskísérlet után teljesen elődje stílusát követte. A nyolcvanas évek közepétől a kilencvenes évek végéig gazdasági válság volt, amit részben a nemzetközi gazdasági feltételek, az olajár esése okozott, de szerepe volt benne hosszú évek korrupciójának és rossz irányításának. Kamerun külföldi segélyekre szorult, le kellett csökkenteni a kormányzati kiadásokat és az ipart privatizálnia kellett. A többpárti politikai rendszer 1990. decemberi visszaállítása óta anglofón csoportok nagyobb autonómiát kezdtek követelni az egykor brit uralom alatt állt terület számára, de már a teljes elszakadás követelése is felmerült.[forrás?] A területet Ambazóniának nevezik és az ország délnyugati felén helyezkedik el.

## Államszervezet és közigazgatás

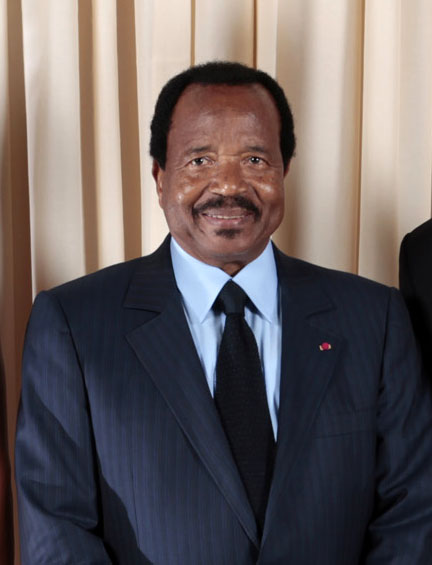
Az államfő Paul Biya (1982 óta)

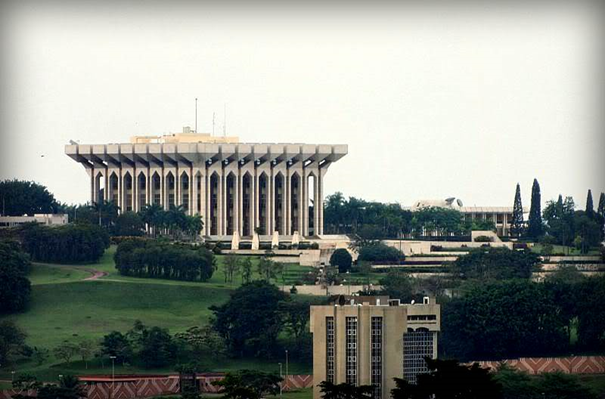
Palais de l'Unité de Yaounde, az államfői rezidencia

### Alkotmány, államforma
Az ország elnöki köztársaság. Az országnak eddig két elnöke volt:
- Ahmadou Ahidjo (1960–1982)
- Paul Biya (1982–)

### Közigazgatási beosztás
Kamerun 10 tartományból áll, nevük franciául és angolul:
| Kamerun tartományai | - Adamaoua/Adamawa - Centre - Est/East - Extrême-Nord/Extreme North - Littoral - Nord/North - Nord-Ouest/Northwest - Sud/South - Sud-Ouest/Southwest - Ouest/West |

[forrás?]

## Népesség

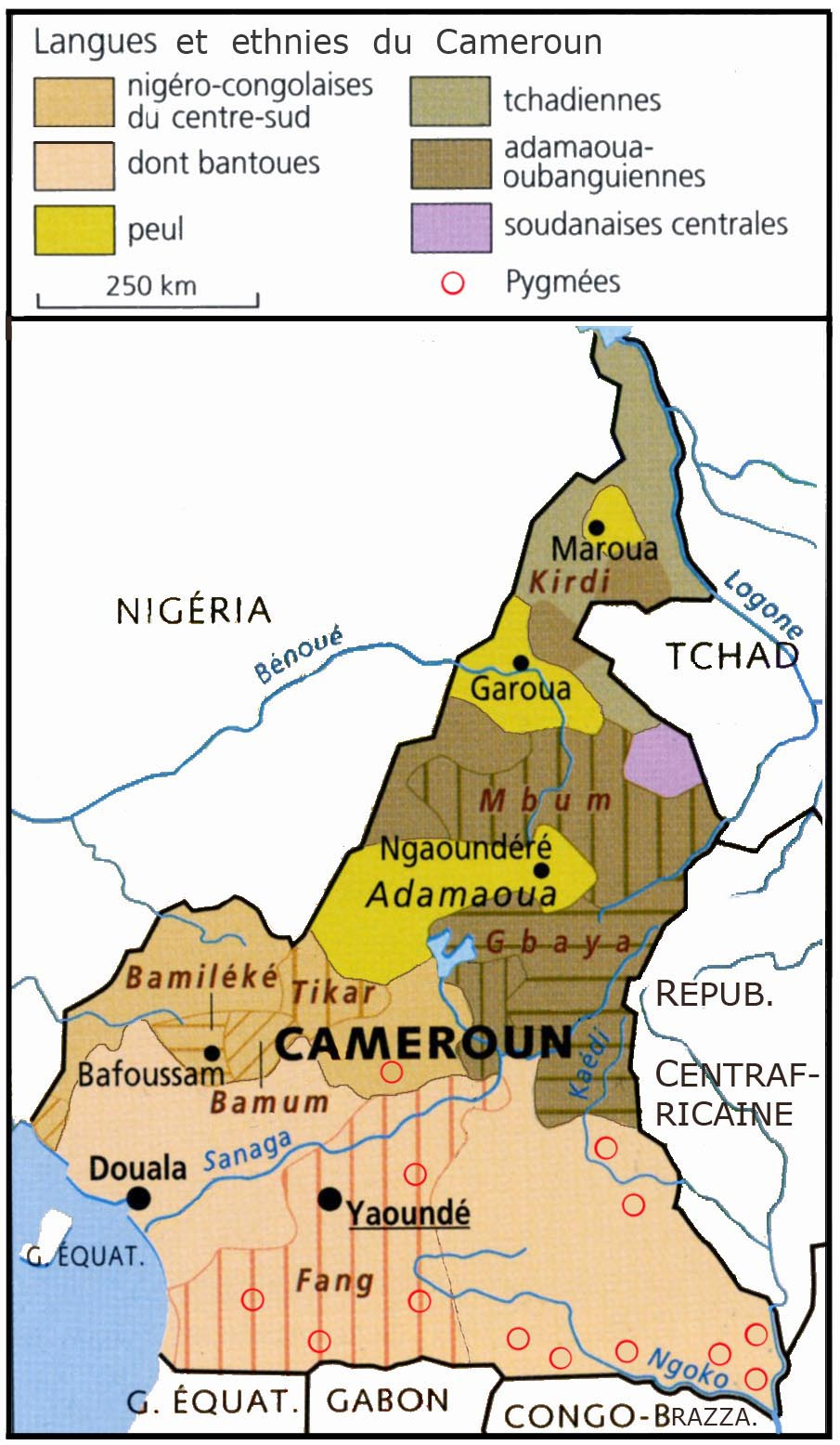
Kamerun fő etnikai csoportjai

### Népességének változása
| Lakosok száma | 5 361 367 | 6 130 990 | 7 134 374 | 8 425 707 | 10 070 779 | 12 430 339 | 14 709 426 | 17 223 277 | 20 103 945 | 28 372 687 |
|               | 1960      | 1966      | 1972      | 1978      | 1984       | 1991       | 1997       | 2003       | 2009       | 2023       |

### Etnikai, nyelvi, vallási megoszlás
Kamerunban több mint 280 népcsoport él. Délen élnek a bantuk (Luanda, Ewondo, Kpe/Bakwiri, Duala, Basaa, Ngoumba, Beti/Mpongwe-Fang, Boulou, Makaa, Njem, Ndzimou), Közép- és Észak-Kamerunban a semi bantuk (Bamiléké, Bamoun, Hamba, Tikar, Vute), csádik (Kanuri, Massa, Moundang) és szudáni népcsoportok (Kirdi, Kotokó, Fulbe, Gbaya).[forrás?]
Kamerun hivatalos nyelve a francia (80%) és az angol (20%), de még beszélik a szangót, és további 24 törzsi nyelvet. Emellett egyre erősebb az érdeklődés az országban a spanyol nyelv iránt is, mivel a szomszédos Egyenlítői-Guineának ez a fő nyelve.
A helyi nyelvek: Fulfulde, Kanuri, Kotokó-nyelvek, Shuwa, Bantu-nyelvek (Basa, Douala, Kpe-Mboko, Malimba-Yasa, Makaa, Njem, Ndsimu, Ngoumba, Kounabémbé), Beti-Fang-nyelvjárások.[forrás?]
A lakosság 40%-a római katolikus, 30%-a protestáns, 18%-a muszlim, egyéb 12% .

## Gazdaság
Gazdasága: agrárország.
Az ország jövője a bányászat lehet. 

### Gazdasági ágazatok

#### Mezőgazdaság
Fő termények: kávé, kakaó, gyapot, gumi (kaucsuk), banán, olajos magvak, magvak, manióka, tea  
A nagy kiterjedés, és változatos természeti feltételek miatt sokoldalú mezőgazdaság jött létre, viszont az árutermelés az ország déli területeire összpontosul. Kisebb ültetvényeken foglalkoznak a kávé és kakaó termesztésével, ezek a termékek azonban csak 10-15%-kal képviseltetik magukat a kiviteli oldalon. A nyugati területeken, nagyobb ültetvényeken banánt termesztenek, de jelentős növény még az olajpálma, a nyersgumi és a tea is, utóbbi leginkább a Kamerun-hegy lejtőin. Az északi területeken már inkább a külterjes állattenyésztés a jellemző, de az alacsonyabb területeken megindult a gyapot és a köles térhódítása. Az esőerdő kiirtása még nem vett óriási méreteket, de a kitermelt fa így is nagy bevételeket hoz az országnak.[forrás?]

#### Ipar
Főbb ágazatok: kőolajkitermelés és finomítás, alumíniumipar, élelmiszer-feldolgozás, textilipar, hajójavítás 
A selfterületeken hatalmas mennyiségű kőolajkészletre bukkantak, kitermelése eléri az évi 5-6 millió tonnát, és az export 1/3-át adja. Ezenkívül jelentős bauxit és vasérckészletekkel rendelkezik. Ezeket a nyersanyagokat dolgozza fel Edea alumíniumkohója. A kereskedelem Doualában összpontosul, kikötőjén kívül jelentős ipari üzemek települtek ide (cement- és műtrágyagyár, textil- és élelmiszeripar). Legfontosabb közlekedési csomópontja Yaoundé, itt összpontosul a vasúthálózat is. Az infrastruktúra tovább kiépítése hozzájárulhat a szomszédos országokkal való kapcsolat kiépítéséhez.[forrás?]

#### Külkereskedelem
- Exporttermékek: nyersolaj és olajtermékek, iparcikkek, kakaómag, alumínium, kávé, gyapot[1]
- Importtermékek: gépek és elektromos berendezések, közlekedési eszközök, üzemanyag és energia, élelmiszer[1]

Legfőbb kereskedelmi partnerek 2016-ban : 
- Export: Hollandia – 21%, India – 11,3%, Olaszország – 11%, Kína – 8%, Spanyolország – 6,7%, Franciaország – 5,9%
- Import: Kína – 17,8%, Nigéria – 12%, Franciaország – 11%, Thaiföld – 4,6%, Togo – 4,5%

## Közlekedés
- Közutak hossza: 34 300 km[1]

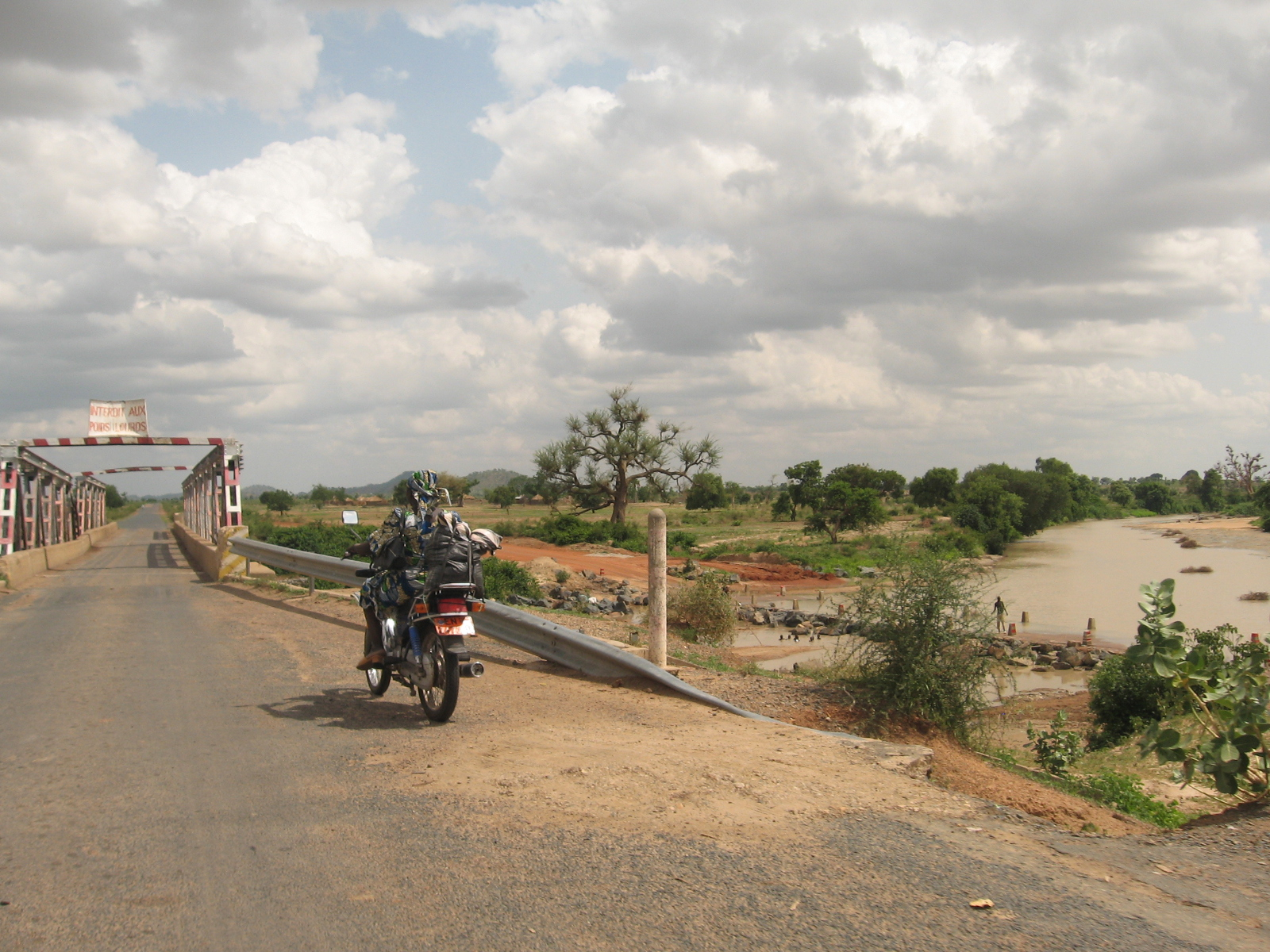
Út az ország északi csücskén, Moutourwa és Maroua között

- Vasútvonalak hossza: 1008 km[1]
- Repülőterek: 11[1]
- Kikötők száma: 5[1]

2011 nyarától az éjszakai tömegközlekedést betiltották.

## Telekommunikáció
| Hívójel prefix | TJ |
| ITU zóna       | 47 |
| CQ zóna        | 36 |

## Kultúra

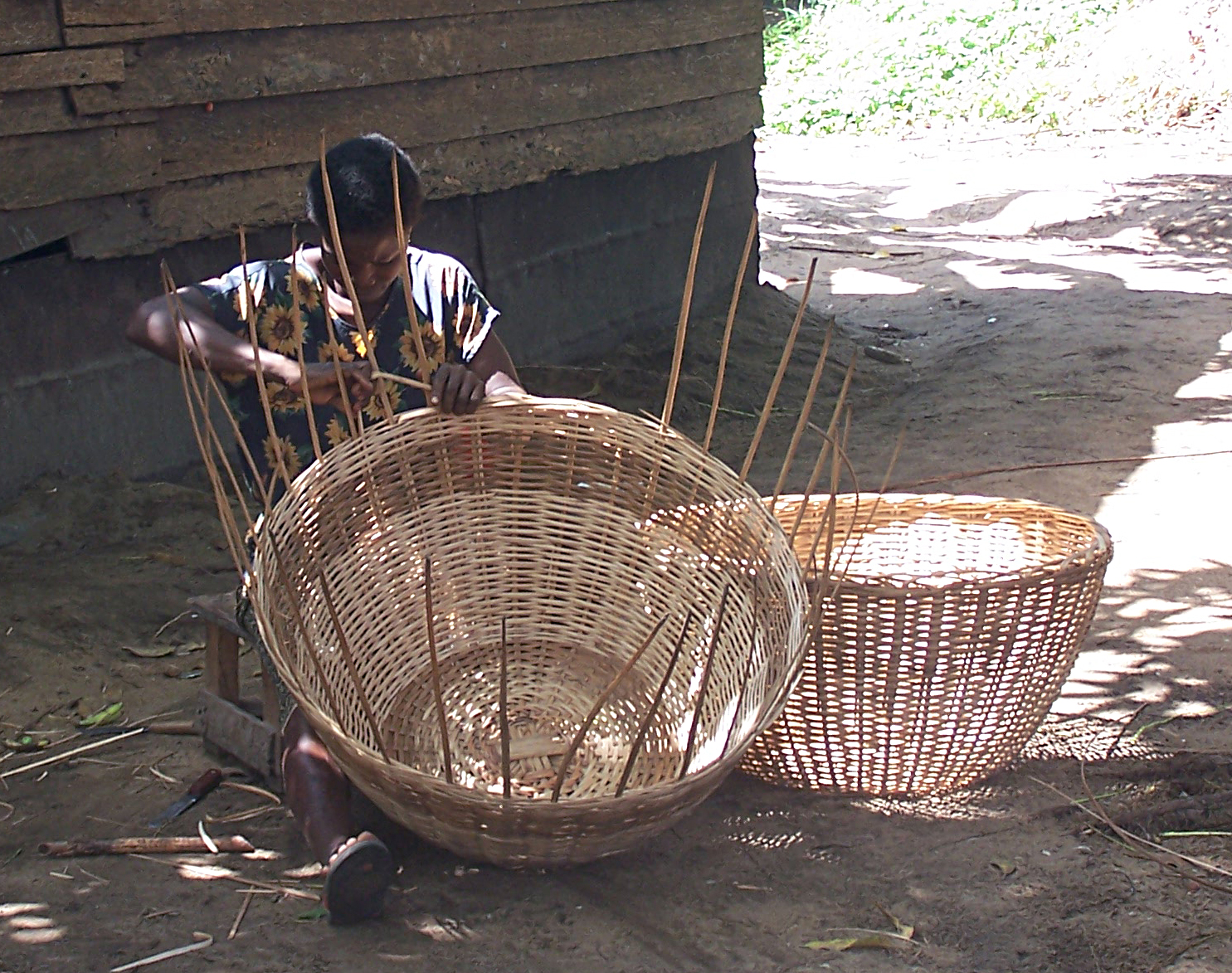
Egy asszony kosarat fon. Az efféle kézműves munkák jellemzők szerte az országban

### Oktatási rendszer
Az országban a lakosság 25%-a analfabéta, annak ellenére, hogy van iskolakötelezettség.[forrás?]
Az ország egyetemei Yaoundéban, Doualában, Bueaban, Dshangban és Ngaoundéréban van. A University Yaounde-Sud (Joseph Ndi-Samba) egy katolikus egyetem. Yaundéban protestáns egyetem is van. Nanga Ebogoban adventista egyetem található.[forrás?]

### Művészetek
A sok árnyalatot felmutató kameruni művészet jórészt a titkos társaságokhoz kapcsolódik. Az ember alakú szobrok és ősszellemek időleges tartózkodási helyei, a maszkokat szertartásoknál, táncoknál használják. A szobrok kidolgozatlanok és vörös színűek. A színezetlen vagy vörösre festett maszkoknál naturalista emberarcokkal, állatfejekkel és ember-állatfej kompozíciókkal találkozunk. A kameruni faragott szék felépítésére valóban jellemzők a zsoltár költői szavai: „Ellenségeidet lábaid zsámolyául vetem”. A szék lába egy teknősbékaszerűen összekuporodó legyőzött ellenség, támlája pedig a földön guggoló védőszellem. A szék faragója fejlett formaérzékével a mozzanat erősítésére törekedett azzal, hogy a guggoló alak fejére egy hatalmas, díszes kalapot helyezett, amely támlául szolgál és jól illik az ülőfelület külső szélének faragásához.
A kameruni törzsek hagyományos kunyhói a mai napig fennállnak. Szilárdan rögzített vázukat faágakból készítik és agyagréteggel vonják be. E kunyhók a kameruni őslakosság figyelemre méltó építészeti képességeiről tanúskodnak, tiszta, kellemes formájuk van. Igaz ugyan, hogy e formák művészi szempontból nem valami fejlettek. Egyszerűek, méhkasoknak vagy hangyabolyoknak is vélhetnénk őket. Tagolatlanok és méretüktől függetlenül ugyanaz a minta borítja valamennyit, ezért mereven és kifejezéstelenül hatnak. A zárt, egységes formára való törekvés itt leplezetlenül érvényre jut, de az ember még nem lett úrrá az agyagon, mely az építmények formáit határozza meg.

### Gasztronómia
Kamerun gasztronómiája Afrika egyik legváltozatosabb konyhája, köszönhetően annak, hogy a térség számos nép és kultúra találkozásának útkereszteződésében fekszik, illetve európai (német, francia, angol) és arab hatások is érték. Az ország földje termékeny, így sokféle zöldséget és gyümölcsöt termesztenek hazai piacra vagy importra. A legfőbb növények a tápióka, a főzőbanán, a földimogyoró, az erőspaprika, a kukorica, a padlizsán, az okra, a vernónvirág, a taró és a banán.
Nyugat-Afrika szinte egészén, így Kamerunban is elterjedt tésztásétel a tápiókából készülő fufu. A francia eredetű brochette itt szója, baromfi-, kecske- és marhahús hozzáadásával készül. Helyi különlegességek a ndolé nevű pörkölt sertéstöpörtyűből, garnélarákból és keserűzöldségekből, a sangah tápiókalevélből, kukoricából és pálmamagból préselt léből, valamint a vízben áztatott fufu tészta az eru.
Az erdős régiókban jellemző a rovarok fogyasztása.

## Turizmus

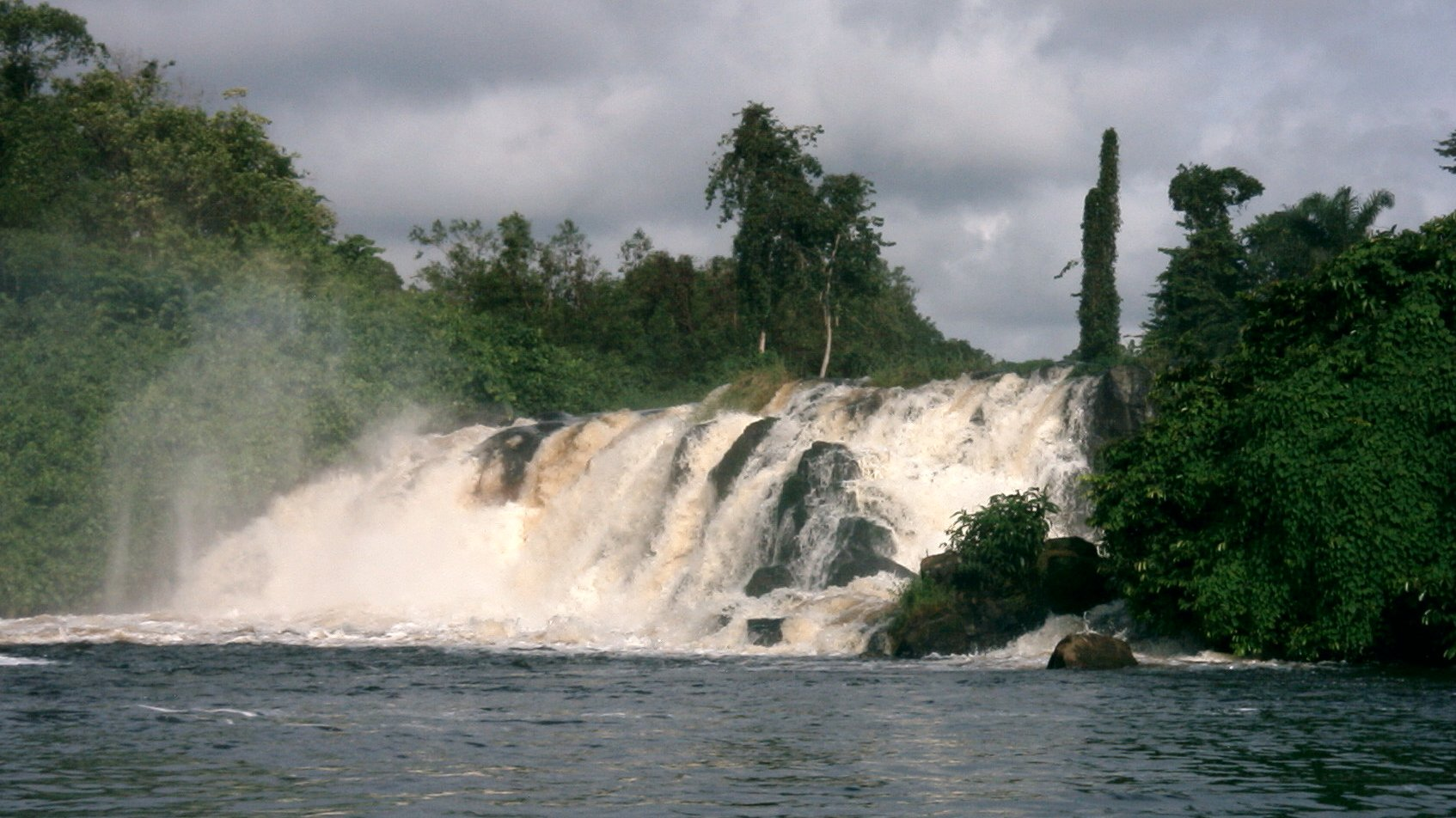
A Lobé-vízesés

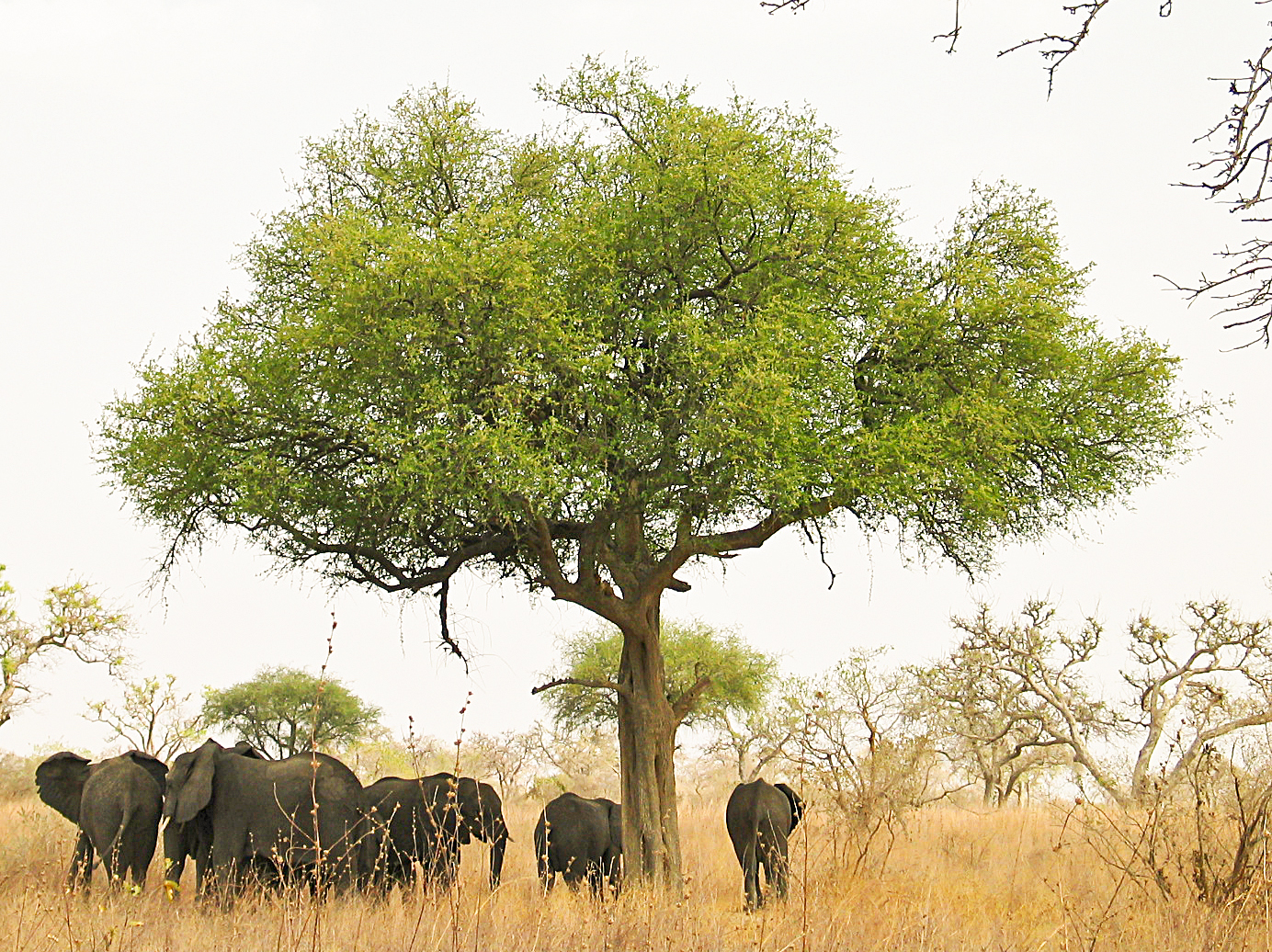
Elefántok a Waza Nemzeti Parkban

### Főbb látnivalók
- A Kamerun-hegy
- Foumban és a ramadán végének ünnepe ugyanitt
- Maroua környéki falvak és piacok
- A nemzeti parkok (főleg a Waza N. P. és a Réserve du Dja – Dzsa Állatrezervátum)
- Tengerpart (Kribi)

### Javasolt oltások
Javasolt oltás Kamerunba utazóknak:
- Hastífusz
- Hepatitis A (nagy a kockázata a fertőzésnek)
- Hepatitis B (nagy a kockázata a fertőzésnek)

Malária elleni tabletta (nagy a kockázata a fertőzésnek).
Javasolt oltás bizonyos területekre utazóknak:
- Járványos agyhártyagyulladás
- Kolera
- Veszettség

Kötelező oltás, nemzetközi oltási igazolvány szükséges:
- Sárgaláz

## Sport

### Labdarúgás
Az országban a legkedveltebb sport a labdarúgás. 1990-ben a világbajnokságon a negyeddöntőig jutott a válogatott az akkor 38 éves Roger Milla vezetésével.

### Olimpia
Az országnak eddig három aranyérme van a játékokról. A legeredményesebb sportág az atlétika.
- Bővebben: Kamerun az olimpiai játékokon

## Ünnepek
| Dátum        | Ünnep                |
| ------------ | -------------------- |
| Január 1.    | Újév                 |
| Február 11.  | Az ifjak napja       |
| Május 1.     | A munka ünnepe       |
| Május 20.    | Nemzeti ünnep        |
| Október 1.   | A függetlenség napja |
| December 25. | Karácsony            |